# Агарвал, Арти
Арти Агарвал (англ. Aarthi Agarwal, 5 марта 1984 — 6 июня 2015) — индийская актриса. Снималась преимущественно в кинематографе телугу, называемом Толливуд. C 2001 по 2015 годы снялась в 22 фильмах.

## Биография
Родилась 5 марта 1984 года в Нью-Джерси, США, в индийской семье, происходившей из штата Гуджарат. Её отец Шашанк (англ. Shashank) работал в гостиничном бизнесе, мать — Вима (англ. Veema) была домохозяйкой. В семье, кроме Арти, есть ещё двое детей. Младшая сестра актрисы, Адити Агарвал, также снялась в нескольких фильмах.
В возрасте примерно в 14 лет девушку заметил индийский актёр и продюсер Сунил Шетти и пригласил станцевать на сцене в Филадельфии, штат Пенсильвания. После спектакля он попросил её отца поддержать Арти для съёмок в Болливуде. Следующим летом она поступила на курсы актёрского мастерства в Asha Chandra Acting Institute, Мумбаи,
и в 16 лет дебютировала в фильме Paagalpan.
В отзыве на фильм кинокритик Таран Адарш написал: «вы будете впечатлены честностью и искренностью, которые она излучает в своем первом фильме».
Однако Paagalpan провалился в прокате, и Арти решила попробовать удачу в Толливуде, несмотря на то, что не говорила на телугу.
Одним из самых успешных её фильмов был Indra 2002 года. Он стал самой кассовой кинолентой года на телугу
и принёс ей CineMAA Awards за лучшую женскую роль.
Вышедшие в том же году Nuvvu Leka Nenu Lenu и Allari Ramudu стали хитами, а Nee Sneham собрал среднюю кассу.
Средние сборы показал также Palnati Brahmanayudu 2003 года.
В 2005 году из пяти её появлений в кино два были item-номерами.
23 марта 2005 году Арти была доставлена в больницу Apollo Hospital в Хайдарабаде после попытки самоубийства, вызванной слухами о её романе с актёром Таруном.
В 2006 году она вновь была госпитализирована, получив травму головы при падении.
В 2007 году она вышла замуж за своего дальнего родственника — американского программиста индийского происхождения Уджвала Кумара (англ. Ujjwal Kumar), с которым встречалась в течение шести месяцев. Супруги развелись в 2009 году. После этого Арти проживала в Нью-Джерси в местечке Egg Harbor Township вместе с родителями. Последние несколько лет актриса страдала от ожирения и почти не снималась. В 2014 году она решила вернуться в кино.
Умерла 6 июня 2015 года в результате сердечного приступа спустя полтора месяца после операции по липосакции в медицинском центре AtlantiCare Regional Medical Center Mainland Division в городе Атлантик-Сити, штат Нью-Джерси.
Её последний фильм Ranam 2, вышедший за день до смерти актрисы, был хорошо принят публикой.